# TED Ankara Kolejliler Spor Kulübü
El Aykon TED Kolejliler Ankara es un club de baloncesto profesional de la ciudad de Ankara, que milita en la TB2L, la tercera categoría del baloncesto turco. disputa sus partidos en el Ankara Arena, con capacidad para 10.400 espectadores.

## Historia
El equipo jugó en la TBL entre 1966-1977, 1979-1981, 1982-1983, 1984-1985, 1990-1995, 1996-1997, 1998-2003 y 2006-2009. El equipo ascendió a la TBL desde la TB2L en mayo de 2012.

## Nombres
- Kolej: 1966-1993
- Tiffany Tomato Kolejliler: 1993-1994
- Kolejliler: 1994-1996
- TED Kolej: 1996-1998
- Maydonoz Kolejliler: 1998-2001
- TED Kolej: 2001-2006
- CASA TED Kolejliler: 2006-2009
- Optimum TED Ankara Kolejliler: 2009-2012
- TED Kolejliler: 2012-2013
- TED Kolejliler: 2013-

## Palmarés
- Finalista de la D2: 2006
- Campeón de TB2L Grupo B: 2011
- Segundo de la fase regular de la TB2L: 2012
- Campeón de la TB2L: 2012

## Jugadores destacados
| - Ali Şahin - Ali Ton - Alpay Öztaş - Bekir Yarangüme - Doruk Tankut - Egemen Alpay - Gökhan Üçoklar - Haluk Yıldırım - İsmail Çalıkuşu - Kaan Memişoğlu - Kerem Gönlüm - Murat Evliyaoğlu - Murat Özyiğit - Murat Yolcu - Nedim Yücel | - Orçun Göllü - Ömer Ünver - Polat Kocaoğlu - Rüçhan Tamsöz - Serkan Erdoğan - Soniz Altınoğlu - Tolga Tekinalp - Tutku Açık - Ufuk Kaçar - Samir Leric - Igor Perica - Davit Berdzenishvili - Kirk Penney - Orlando Vega - Andrei Kornev | - Elshad Gadashev - Victor Brejnoi - Goran Jagodnik - Jovo Stanojević - Ashraf Amaya - Ben Woodside - - Chuck Davis - David Brown - Donald Little - Edward Davis - Erek Hansen - Ivan McFarlin - Marques Green - Matt Hill - Melvin Robinson | - Michael Maddox - Ronald Coleman - Sylvester Gray |